# Коротеев, Константин Аполлонович
Константин Аполлонович Коротеев (12 (25) февраля 1901 года — 4 января 1953 года) — советский военачальник, в годы Великой Отечественной войны командующий армиями, Герой Советского Союза (6.04.1945). Генерал-полковник (13.09.1944).
Депутат Верховного Совета СССР 3 созыва.

## Молодость, первая мировая и гражданская войны
Константин Аполлонович Коротеев родился 12 (25) февраля 1901 года в посёлке Щегловка, ныне в черте города Богодухова Харьковской области Украины, русский. Окончил начальную школу. Работал на Щегловском руднике чернорабочим.
В Русской императорской армии с августа 1916 года, доброволец. В команде гренадеров 290-го Валуйского пехотного полка воевал на Юго-Западном фронте. В декабре 1917 года был демобилизован. Вернулся на родину и вновь стал работать на Щегловском руднике. В феврале 1918 года добровольно вступил в отряд Красной Гвардии Щегловского рудника. Вскоре отряд был переименован в 1-й Луганский рабочий батальон, а Коротеев был избран в нём командиром роты.
Участник Гражданской войны. В Красной Армии с апреля 1918 года, когда отряд вошел в состав 5-й Украинской советской армии К. Е. Ворошилова, в которой участвовал в обороне Луганска от австро-германских интервентов, в боях против казачьих войск П. Н. Краснова, в обороне Царицына. С июня 1918 года — командир взвода 2-го Коммунистического полка 1-й Коммунистической стрелковой дивизии на Южном фронте. В сентябре 1919 года направлен на учёбу на Саратовские пехотно-пулемётные курсы, причём во время учёбы в составе сводного отряда курсантов участвовал в подавлении мятежа А. В. Сапожкова. Окончил курсы в июле 1920 года и далее служил командиром взвода 4-го запасного полка в городе Рославль.

## Межвоенный период
В январе 1921 года командовал взводом в 31-м стрелковом полку 4-й стрелковой дивизии Западного фронта, с июня того же года — в 11-м стрелковом полку. В 1924 году окончил повторные курсы среднего комсостава Западного фронта (Смоленск), и ещё 10 лет служил в той же дивизии (после расформирования Западного фронта в 1924 году вошла в состав Белорусского военного округа) помощником командира и командиром роты, командиром стрелкового батальона. В 1926 году окончил Стрелково-тактические курсы усовершенствования комсостава РККА «Выстрел» имени Коминтерна.
С января 1934 года служил начальником штаба 14-го стрелкового полка 5-й Витебской стрелковой дивизии, с марта 1935 — командир этого полка. С июля 1937 года — начальник штаба, а с февраля 1938 года — командир 27-й стрелковой дивизии 4-го стрелкового корпуса Белорусского особого военного округа. Во главе дивизии в сентябре 1939 года участвовал в походе Красной Армии в Западную Белоруссию, а с середины января 1940 года — в советско-финской войне 1939—1940 гг. В начале марта 1940 года назначен командиром 56-го стрелкового корпуса, которым командовал в завершающие дни военных действий. С октября 1940 — инспектор пехоты Ленинградского военного округа. В марте 1941 года назначен командиром 55-го стрелкового корпуса Киевского особого военного округа.

## Великая Отечественная война
В начале Великой Отечественной войны корпус под командованием К. А. Коротеева участвовал в Львовско-Черновицкой оборонительной операции на Юго-Западном фронте, затем на Южном фронте в тяжёлых оборонительных боях на реке Днестр. После расформирования корпуса генерал Коротеев назначен заместителем командующего 18-й армией по тылу, участвовал в Тираспольско-Мелитопольской оборонительной операции. В октябре 1941 года назначен командующим 12-й армией, участвовавшей в Донбасско-Ростовской оборонительной и Ростовской наступательной операциях. С марта по август 1942 года — помощник командующего Южным фронтом.
2 августа 1942 года генерал-майор Коротеев назначен командиром 11-го гвардейского стрелкового корпуса 9-й армии Закавказского фронта, который сражался на рубеже реки Терек в ходе Малгобекской оборонительной операции. Прошёл через всю битву за Кавказ. Был командующим 9-й армией (с 4 сентября 1942), 18-й армией (с 11 февраля 1943), вновь 9-й армией (с 2 марта 1943), 37-й армией (с 12 мая 1943).
В июле 1943 года назначен командующим 52-й армией в резерве Ставки ВГК. Командовал этой армией до самой Победы. За почти 2 года войны армия под его командованием сражалась в составе Воронежского, Степного, 2-го Украинского, 1-го Украинского фронтов. Армия участвовала в битве за Днепр, Знаменской, Кировоградской, Корсунь-Шевченковской, Уманско-Ботошанской, Ясско-Кишинёвской, Висло-Одерской и Нижне-Силезской операциях.
Указом Президиума Верховного Совета СССР от 6 апреля 1945 года за умелое руководство войсками 52-й армии при форсировании реки Одер, в боях при овладении важными узлами коммуникаций в Висло-Одерской и Нижне-Силезской операциях и проявленные при этом отвагу и геройство генерал-полковнику Константину Аполлоновичу Коротееву присвоено звание Героя Советского Союза.
На исходе войны руководил войсками армии в Берлинской и Пражской наступательных операциях.

## Послевоенное время
После окончания войны продолжал командовать армией до июня 1946 года, когда был направлен на учёбу. В 1947 году окончил Высшие академические курсы при Высшей военной академии имени К. Е. Ворошилова, в мае этого года назначен на должность командующего Забайкальского военного округа. С марта по ноябрь 1951 года находился в госпитале из-за тяжелой болезни. В ноябре назначен помощником командующего Северо-Кавказского военного округа.
Депутат Верховного Совета СССР 3-го созыва (с 1950 года).
Генерал-полковник К. А. Коротеев скончался 4 января 1953 года в Москве. Похоронен на Новодевичьем кладбище.

## Воинские звания
- Майор (29.01.1936);
- Полковник (13.02.1938);
- Комбриг (4.11.1939);
- Генерал-майор (4.06.1940);
- Генерал-лейтенант (28.04.1943);
- Генерал-полковник (13.09.1944).

## Награды
- Медаль «Золотая Звезда» Героя Советского Союза № 6093 (6.04.1945);[4]
- 3 ордена Ленина (13.12.1942, 21.02.1945, 6.04.1945);
- 4 ордена Красного знамени (22.02.1938, 20.05.1940, 3.11.1944, 24.06.1948);
- орден Суворова 1-й степени (13.09.1944);
- 3 ордена Кутузова 1-й степени (28.01.1943, 22.02.1943, 29.05.1945);
- орден Богдана Хмельницкого 1-й степени (17.05.1944);
- Медаль «За оборону Кавказа»;
- Медаль «За освобождение Праги»;
- другие медали;
- Орден «Легион почёта» (США, 11.06.1944)[5].

К. А. Коротеев — один из пяти военачальников, трижды награждённых Орденом Кутузова I степени.